# Guillaume Sayer
Pour les articles homonymes, voir Sayer.
Pierre Guillaume Sayer (1796 - 7 août 1868) était un marchand de fourrure métis dont le procès marqua la fin du monopole de la Compagnie de la Baie d'Hudson sur le commerce des fourrures dans le Nord du continent nord-américain.
Sayer opérait en tandem avec un associé basé à Pembina (maintenant au Dakota du Nord) et entrait ainsi en concurrence directe avec la compagnie. Sayer fut accusé de commerce illégal et jugé à Fort Garry le 17 mai 1849 par le tribunal d'Assiniboines. Il fut soutenu par le chef métis Louis Riel (père), qui rassembla devant le tribunal plusieurs Métis armés et prêts à soutenir leur compatriote.
Bien que reconnu coupable par le juge Adam Thom, aucune amende ou punition ne lui fut imposée, probablement par crainte de la foule amassée dehors. Aux cris de « Le commerce est libre ! Le commerce est libre ! », la compagnie venait de perdre la possibilité de faire respecter son monopole par la force des tribunaux, ce qui fut formellement abrogé en 1870, lorsque la région fut ouverte aux investisseurs indépendants. La compagnie transféra ses droits sur la Terre de Rupert au gouvernement fédéral di Canada dès 1868 (Rupert's Land Act). Ce transfert ne fut effectif qu'après la Rébellion de la rivière Rouge. Le territoire devint la province du Manitoba.
On ignore ce qu'il est advenu de Sayer après son procès.